# Éramos Seis (2019)
Éramos Seis é uma telenovela brasileira produzida e exibida pela TV Globo de 30 de setembro de 2019 a 27 de março de 2020, em 154 capítulos. Substituiu Órfãos da Terra. Foi a 94.ª "novela das seis" transmitida pela emissora. Sexta adaptação televisiva do romance homônimo de Maria José Dupré, escrita a partir da novela de Silvio de Abreu e Rubens Ewald Filho, de 1977, da TV Tupi, e que também foi base para o remake de 1994, do SBT.  
Conta com as atuações de Glória Pires, Nicolas Prattes, Danilo Mesquita, Giullia Buscacio, André Luiz Frambach, Simone Spoladore, Ricardo Pereira e Cássio Gabus Mendes.

## Enredo
A história conta a vida de uma família paulistana de classe média, entre as décadas de 1920 e 1940. Lola é uma mulher doce e dedicada à família, casada com Júlio, que ambiciona ser rico e se endivida para financiar uma casa na Avenida Angélica, em São Paulo; eles têm juntos quatro filhos. O estudioso Carlos é o orgulho da família, mas tem um romance conturbado com Inês, cuja mãe é contra. Alfredo vive em conflito com os pais por seu jeito rebelde e baderneiro, além de odiar o irmão mais velho, por ciúme. A mimada Isabel choca a todos quando se envolve com Felício, um homem bem mais velho e desquitado. Julinho namora Lili, mas almeja ascender socialmente, vendo essa oportunidade no romance com Soraia, filha do rico Assad, patrão de seu pai. Após a morte prematura do marido, Lola passa a vender doces caseiros para sustentar a família.
A tia paterna de Lola, Emília, é uma viúva milionária e amarga que nunca ajudou os familiares e vive reclusa cuidando da filha, Justina, que tem problemas mentais e não pode sair de casa por isso. Ela enviou a caçula, Adelaide, para a Suíça, ainda criança, porém a moça retorna adulta e entra em conflito com a mãe pelas ideias feministas, por ser sexualmente liberal e se envolver com o primo Alfredo, além de insistir que a irmã não deve ser privada do convívio social. Em Itapetininga, interior de São Paulo, vive o restante da família de Lola: a mãe doceira Maria, a tia materna Candoca e as irmãs Clotilde e Olga. Clotilde vive infeliz longe de Almeida, com quem terminou o namoro após descobrir que ele era desquitado, por medo de julgamentos – embora espere tomar coragem para viver o amor. Já Olga sonhava sempre sonhou em ser da alta sociedade, mas decidiu se casar com seu grande amor, Zeca, mesmo ele sendo um humilde farmacêutico, articulando para sua tia Emília contrata-lo para cuidar de seus negócios, sendo assim bem remunerado e lhe dando uma boa vida. 
Shirley sempre acreditou que foi abandonada grávida na adolescência por João Aranha, sem saber que tudo foi uma armação da mãe dele, reencontrando-o mais de dez anos depois, quando descobre a verdade. Ela, porém, já está casada com Afonso, que assumiu a filha deles, Inês, fazendo com que ela fique dividida entre o amor dos dois, já que Aranha passa a se mostrar um homem possessivo e diferente da juventude. A melhor amiga de Lola é a fofoqueira Genu, casada com o submisso Virgulino, com quem tem dois filhos: Lili e Lúcio, apaixonado por Isabel.

## Elenco
| Intérprete                | Personagem                                     |
| ------------------------- | ---------------------------------------------- |
| Glória Pires              | Eleonora Amaral de Lemos (Lola)                |
| Antonio Calloni           | Júlio Abílio de Lemos                          |
| Danilo Mesquita           | Carlos Abílio de Lemos                         |
| Nicolas Prattes           | Alfredo Abílio de Lemos                        |
| Giullia Buscacio          | Isabel Abílio de Lemos                         |
| André Luiz Frambach       | Júlio Abílio de Lemos Filho (Julinho)          |
| Cássio Gabus Mendes       | Afonso dos Santos Oliveira                     |
| Simone Spoladore          | Clotilde Amaral                                |
| Ricardo Pereira           | Argemiro de Almeida (Almeida)                  |
| Joana de Verona           | Adelaide Amaral Sampaio                        |
| Carol Macedo              | Inês Ferreira dos Santos                       |
| Paulo Rocha               | Felício de Souza                               |
| Rayssa Bratillieri        | Soraia Assad                                   |
| Susana Vieira             | Emília Amaral Sampaio                          |
| Maria Eduarda de Carvalho | Olga Amaral Marcondes de Bueno                 |
| Eduardo Sterblitch        | José Carlos Marcondes de Bueno (Zeca)          |
| Julia Stockler            | Justina Amaral Sampaio                         |
| Bárbara Reis              | Shirley Ferreira                               |
| Nicola Siri               | Osório Tavares                                 |
| Marcela Jacobina          | Natália Tellman                                |
| Triz Pariz                | Maria Lídia Coutinho (Lili)                    |
| Jhona Burjack             | Lúcio Coutinho                                 |
| Kelzy Ecard               | Genuína Coutinho (Genu)                        |
| Kiko Mascarenhas          | Virgulino Coutinho                             |
| Werner Schünemann         | Jorge Assad (Assad)                            |
| Mayana Neiva              | Karine Fagundes Assad                          |
| Virgínia Rosa             | Durvalina da Silva (Durva)                     |
| Camila Amado              | Cândida Amaral (Tia Candoca)                   |
| Denise Weinberg           | Maria Amaral                                   |
| Stephan Nercessian        | Delegado Gusmões                               |
| Brenno Leone              | Elias Al-Fashi                                 |
| Izak Dahora               | Sebastião Cardoso (Tião)                       |
| Guilherme Ferraz          | Marcelo Gomes de Souza e Silva                 |
| Thiago Justino            | Higino                                         |
| Nilson Nunes              | Alaor                                          |
| Caroline Verban           | Hermengarda / Nely                             |
| Duda Batista              | Emily Amaral Marcondes de Bueno                |
| Marjorie Queiroz          | Emiliana Amaral Marcondes de Bueno             |
| André Cidade              | Otávio Amaral Marcondes de Bueno (Tavinho)     |
| Luca Kreischer            | José Carlos Amaral Marcondes Júnior (Zequinha) |
| Noha Hamdan               | Rita Almeida                                   |
| João Vitor Manhães        | Ernesto Almeida                                |

### Participações especiais
| Intérprete          | Personagem                      |
| ------------------- | ------------------------------- |
| Caco Ciocler        | João Aranha                     |
| Luciana Braga       | Zulmira de Souza                |
| Irene Ravache       | Tereza                          |
| Nicette Bruno       | Madre Joana                     |
| Marcos Caruso       | Prefeito Moysés                 |
| Wagner Santisteban  | Marcos                          |
| Walderez de Barros  | Marlene de Lemos                |
| Othon Bastos        | Padre Venâncio                  |
| Emiliano Queiroz    | Seu Isidoro                     |
| Lavínia Pannunzio   | Lucy Assad                      |
| Ellen Rocche        | Marion                          |
| Daniel Boaventura   | Adoniran                        |
| Aline Borges        | Drª. Selma Telles               |
| Giselle Batista     | Antonieta Piedade               |
| Cláudia Ventura     | Profª. Benedita                 |
| Roberto Frota       | Dr. Vicente                     |
| Joelson Medeiros    | Ismael                          |
| Luca de Castro      | Dr. Evaristo                    |
| Gillray Coutinho    | Sinval                          |
| Camilo Bevilacqua   | Simão                           |
| Paulo Carvalho      | Mr. Hilton                      |
| Eunice Bráulio      | Dona Carola                     |
| Carla Nunes         | Mabel Chagas                    |
| Isaac Bernat        | Josias Chagas                   |
| Breno Nina          | Ricardo Neves (Neves)           |
| Beatriz Campos      | Leontina Neves                  |
| Raphaela Moraes     | Rosaura Almeida                 |
| Simon Petracchi     | Hamilton Sampaio                |
| Nicola Lama         | Conde de Franco                 |
| Milton Walley       | Calux                           |
| Lucas Domso         | Roberto                         |
| Ademir de Souza     | Palhaço Sorriso                 |
| Werles Pajero       | Sílvio                          |
| Tiago Homci         | Dráusio                         |
| Pia Manfroni        | Esmeralda                       |
| Maria Mônica Passos | Dona Iracema                    |
| Andréa Bacellar     | Madame Bulhões                  |
| Henrique Taxman     | Dr. Rubens                      |
| Gustavo Trestini    | Tinoco                          |
| Edvard Vasconcelos  | Juiz Everaldo                   |
| Bernardo Dugin      | Nero                            |
| Sílvio Mattos       | Sr. Flores                      |
| Marcos Dioli        | Clóvis                          |
| Lucas Miranda       | Laércio                         |
| Rodrigo Ferrarini   | Capitão Alves                   |
| Roberto Lobo        | Cassimiro                       |
| Antônio Alves       | Sr. Barbosa                     |
| Karla Muniz         | Madame Bulcão                   |
| Nísia Rocha         | Dona Nena                       |
| Bárbara Vento       | Dita                            |
| Gabriela Catai      | Greta                           |
| Christina Rodrigues | Dona Mima                       |
| Giovanna Sanches    | Doralice                        |
| Luciano Pullig      | Matias                          |
| Gabriel Borges      | Euclides                        |
| Maitê Motta         | Paulete                         |
| Caio Antunes        | León Ferreira Coutinho de Lemos |
| Lara Gutterres      | Cecília Souza Abílio de Lemos   |
| Clara Tiezzi        | Emiliana (adulta)               |
| Karize Brum         | Emily (adulta)                  |
| Bernardo Beckman    | Zequinha (criança)              |
| Renan Ribeiro       | Tavinho (adulta)                |
| Xande Valois        | Carlos (criança)                |
| Pedro Sol Victorino | Alfredo (criança)               |
| Maju Lima           | Isabel (criança)                |
| Davi de Oliveira    | Julinho (criança)               |
| Gabriella Saraivah  | Inês (criança)                  |
| Melissa Nóbrega     | Soraia (criança)                |
| Bruna Negendank     | Lili (criança)                  |
| Arthur Gama         | Lúcio (criança)                 |
| Lipinho Costa       | Tião (criança)                  |

## Antecedentes

Gessy Fonseca e Gilberto Chagas durante a primeira adaptação da obra para a televisão em 1958, pela Record.

Em 1943, a escritora Maria José Dupré lançou seu segundo romance, Éramos Seis, que viria a se tornar uma das obras de maior sucesso da literatura brasileira, homenageada pela Academia Brasileira de Letras com o Prêmio Raul Pompeia.[carece de fontes?] Em julho de 1945 o livro foi adaptado pela primeira vez como radionovela na Rádio Tupi, escrita por Álvaro Augusto e com Sônia Barreto como a primeira Dona Lola da história. No mesmo ano foi transformada em filme na Argentina.
Em 1958 foi adaptada pela primeira vez como telenovela pela Record, escrita e dirigida por Ciro Bassini e trazendo Gessy Fonseca como protagonista, sendo exibida em dois capítulos semanais e ao vivo – uma vez que na época ainda não existia gravação no Brasil e as novelas não eram diárias. Foi a telenovela mais assistida no Brasil naquele ano. Em 1967 a Rede Tupi realizou a segunda versão, escrita por Pola Civelli e dirigida por Hélio Souto, ainda na época das novelas ao vivo, trazendo no papel principal Cleyde Yáconis, que também esteve na primeira versão como Clotilde. Em 1977 a Tupi realizou outra versão da novela – tendo mais recursos na época, além de já haver gravação –, sendo escrita por Silvio de Abreu e Rubens Ewald Filho, dirigida por Atílio Riccó e protagonizada por Nicette Bruno.
Em 1994 foi adaptada pela quarta vez pelo SBT, trazendo novamente o texto de Sílvio de Abreu e Rubens Ewald Filho, e direção de Henrique Martins e Del Rangel, e direção geral de Nilton Travesso, essa versão contou com Irene Ravache como protagonista. Foi considerada a melhor novela da emissora, uma vez que se desvencilhava das adaptações de mexicanas.

## Produção

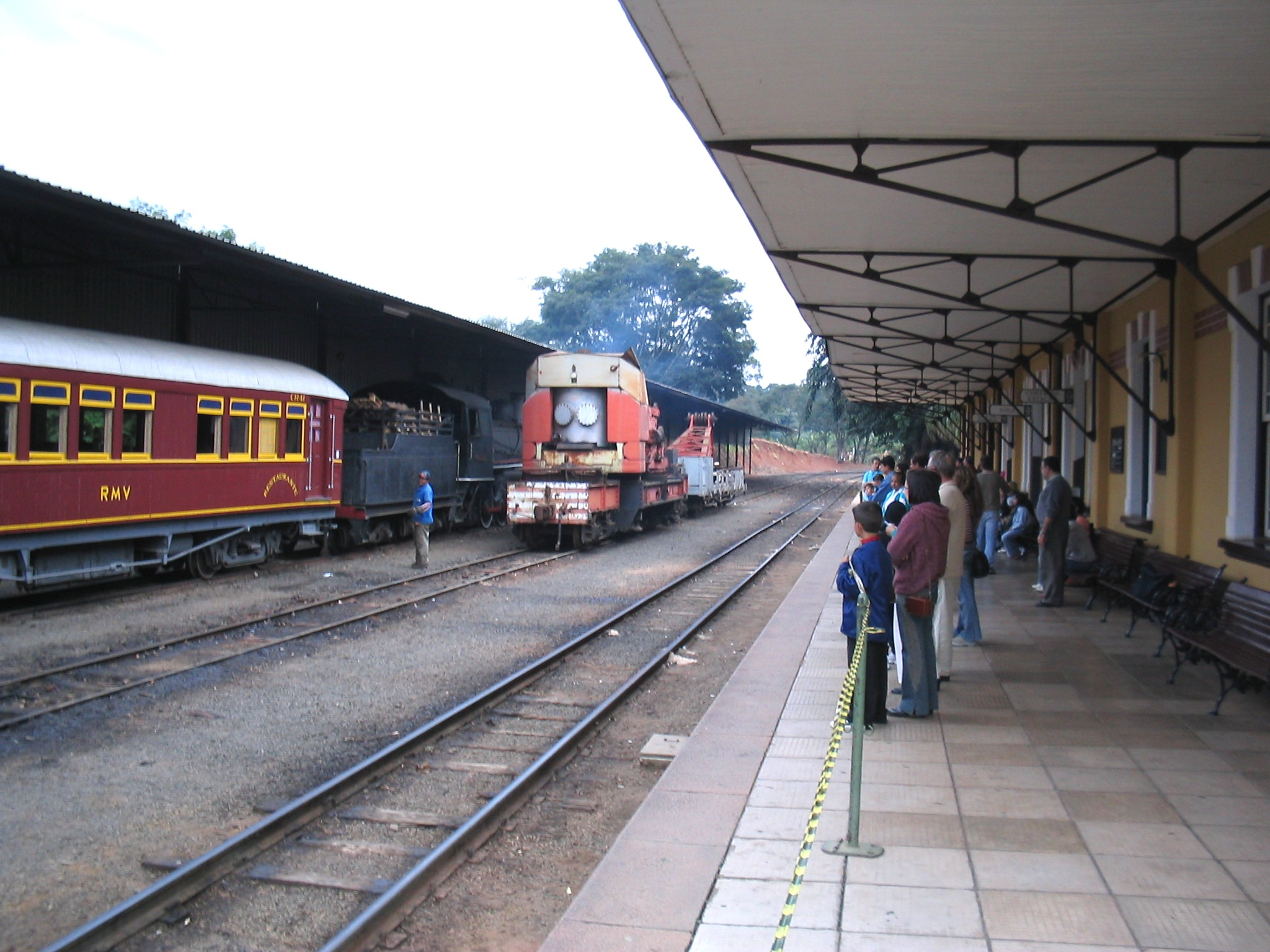
A Viação Férrea Campinas-Jaguariúna foi utilizada para simular os trens da capital na década de 1920.

Em julho de 2017, a TV Globo adquiriu os direitos autorais de adaptação de Éramos Seis. Com isso, Record e SBT foram impedidos de exibir qualquer trecho de suas versões. Silvio de Abreu revelou que gostaria de adaptar a obra pela terceira vez, porém a emissora escalou Angela Chaves para o cargo, uma vez que o autor foi promovido para diretor de teledramaturgia do canal, em 2014. Ângela começou a entregar os capítulos completos em setembro de 2018. A norma da direção foi para que a novela estreasse com todos os capítulos escritos e pelo menos 20 gravados, utilizando um formato de adiantamento do trabalho já realizado por outras emissoras. As gravações começaram em julho de 2019 em São Vicente, litoral de São Paulo, com cenas da primeira fase.
As demais cenas externas foram gravadas em Campinas, Paulínia e Jaguariúna, interior paulista, utilizando como locação a Viação Férrea Campinas-Jaguariúna para simular os trens da capital na época. As cenas externas do casarão de Emília foram gravadas no Palácio dos Cedros, em São Paulo. A figurinista Labibe Simão ficou responsável por criar figurinos que pudessem mostrar a evolução das roupas utilizadas entre as décadas de 1920, 1930 e 1940 – quando se passa a trama – e a maior parte das vestimentas veio de brechós. A casa dos protagonistas foi inspirada na arquitetura barroca, enquanto o casarão de Emília teve o interior inspirado no Palácio de Versalhes, na França, com diversas obras de arte e esculturas.

### Escolha do elenco
Glória Pires, Elizabeth Savalla, Adriana Esteves e Lília Cabral eram as opções da direção para interpretar Lola, sendo que a primeira foi a escolhida. Escalado como Júlio, Antonio Calloni foi substituído por Cássio Gabus Mendes, que foi deslocado para outro personagem antes do início das gravações, e Antonio retomou o protagonista. A direção desejava ter Fábio Assunção no papel de Felício, porém o ator passava por problemas na vida pessoal e o papel ficou para Paulo Rocha. A ideia era ter as duas Lolas anteriores – já que Gessy Fonseca e Cleyde Yáconis haviam falecido – em outros papeis na novela: Nicette Bruno interpretaria Maria, enquanto Irene Ravache seria Emília. Porém isso foi impossibilitado, já que Nicette estava na novela anterior, Órfãos da Terra, e Irene apresentava problemas no quadril, sendo que Denise Weinberg e Susana Vieira ficaram com os personagens.
Em março de 2020, Nicette e Irene foram confirmadas participando dos últimos capítulos vivendo Joana, a madre responsável do pensionato onde Lola vive e a interna Tereza respectivamente.
Cleo chegou a ser confirmada como Isabel, estratégia da direção para juntar mãe e filha nos mesmos papeis na ficção – como antes já havia ocorrido com Regina Duarte e Gabriela Duarte em Por Amor e Lucinha Lins e Cláudio Lins em Esmeralda – mas ela foi substituída por Giullia Buscacio por uma questão de idade: os atores que interpretariam seus irmãos mais velhos eram bem mais jovens que ela. Nicolas Prattes foi escalado para interpretar Carlos, porém logo depois foi realocado para o papel de Alfredo para diferenciar-se dos personagens de boa índole anteriores e Danilo Mesquita assumiu o papel. Jhona Burjack fez os testes para viver Alfredo, mas foi considerado inexperiente demais para um papel de destaque, sendo realocado para o posto de Lúcio, que era primeiramente de Brenno Leone, também mudado para o posto de Elias. Giselle Batista chegou a ser escalada como Leontina, porém, sem explicações, foi substituída por Beatriz Campos e remanejada apenas para uma participação no primeiro episódio como Antonieta.
Carol Macedo, Talita Younan, Antônia Morais, Clara Buarque e Letícia Almeida fizeram os testes para interpretar Inês, sendo que a primeira ficou com o papel. Felipe Abib foi escalado para interpretar Zeca, mas foi substituído por Eduardo Sterblitch, marcando a estreia do ator em novelas. Escalada para viver Justina, Camila Márdila não se adequou ao perfil e foi substituída por Julia Stockler, enquanto Camila foi remanejada para o elenco de Amor de Mãe. Jussara Freire foi cogitada para interpretar Genu, porém foi descartada e quem ficou com o papel foi Kelzy Ecard, após sua boa repercussão em Segundo Sol. Zezé Motta foi substituída por Virgínia Rosa no papel de Durvalina. Já Stepan Nercessian e Werner Schünemann trocaram de papeis antes do início das gravações.
Éramos Seis é a primeira novela da atriz luso-brasileira Joana de Verona, no Brasil. Joana, só tinha feito novelas e séries em Portugal.

### Homenagens e mudanças no final
A nova versão da novela ainda contou com participações ilustres de atores das versões anteriores de 1994 e 1977: Othon Bastos (que interpretou Júlio), Luciana Braga (que interpretou Isabel), Marcos Caruso (que interpretou Virgulino), Wagner Santisteban (que interpretou Alfredo criança), e Irene Ravache (que interpretou a Lola) - todos personagens da versão de 1994. Completando as homenagens, participou também a atriz Nicette Bruno (que fez a dona Lola da versão de 1977). Pela primeira vez em 77 anos de existência, Éramos Seis teve seu final modificado. A protagonista Dona Lola, não terminou seus dias sozinha em um asilo. Diferente do livro e das adaptações anteriores, Lola ganhou um final feliz ao lado de Afonso, e conseguiu resgatar sua antiga casa na Avenida Angélica. A pandemia de COVID-19 afetou parcialmente as gravações dos últimos capítulos, onde algumas filmagens foram adaptadas para reduzir o número de pessoas reunidas nos estúdios e os roteiros foram reescritos. Os trabalhos foram encerrados dois dias depois da emissora anunciar a paralisação das novelas em exibição.
A trama foi o último trabalho da atriz Nicette Bruno, que faleceu no dia 20 de dezembro de 2020, aos 87 anos, por complicações da Covid-19. Também foi o último trabalho de Camila Amado, que faleceu em 6 de junho de 2021, aos 82 anos, vítima de câncer no pâncreas.

## Exibição
Originalmente Éramos Seis estava programada para estrear em 2020, substituindo Nos Tempos do Imperador. Em janeiro de 2019, porém, foi anunciado que as duas novelas haviam trocado de posto, uma vez que a trama imperialista exigia mais tempo de pesquisa para que houvesse uma reconstituição fiel do Brasil em 1850. Após a mudança, a novela estava programada para estrear no fim de novembro de 2019, porém foi adiantada em dois meses para 30 de setembro depois de Órfãos da Terra ser encurtada devido ao esgotamento da história. As chamadas começaram em 30 de agosto. Não foi exibida no dia 23 de novembro de 2019, devido a transmissão da final da Copa Libertadores da América de 2019 entre Flamengo e River Plate.

### Abertura
A abertura da trama, produzida por Alexandre Romano, Júlia Rocha e Roberto Stein totalmente em 3D, retrata as mudanças em São Paulo durante as fases da novela. Primeiramente os anos 1920, com um ar mais pacato e romântico, logo dá lugar à agitação da década de 1930, marcada por construções que contribuem com a evolução da capital, além da efervescência política que toma as ruas. A movimentação das avenidas, cortadas pelos carros e bondes, registra a chegada dos anos 1940. A abertura também mostra alguns dos cenários da novela, como o cabaré frequentado por Júlio e a casa da família Lemos, que se mantém em evidência durante boa parte de vinheta. No final, é mostrado o logotipo da novela estampado no muro da casa.
A Abertura é embalada por um instrumental composto pelos produtores musicais Victor Pozas e Rafael Langoni Smith. No capítulo de 4 de Novembro de 2019, início da segunda fase, a música foi trocada por Linda Flor, tema de Lola, cantada por Fafá de Belém.

### Exibição internacional
Em Portugal, Éramos Seis estreou em 14 de outubro de 2019, pela Globo Portugal.. No mercado latino, estreou no Uruguai através da Teledoce, com o mesmo título, no dia 3 de janeiro de 2022 às 17hs.

## Música

### Volume 1
A primeira trilha sonora trouxe na capa: Glória Pires, Antonio Calloni, Xande Valois, Pedro Sol Victorino, Maju Lima e Davi de Oliveira caracterizados como a família Lemos na primeira fase.
Lista de faixas
| N.º | Título                    | Música                              | Personagem tema                       | Duração |  |
| 1.  | "Éramos Seis"             | Victor Pozas e Rafael Langoni Smith | Abertura                              | 3:35    |  |
| 2.  | "Ontem ao Luar"           | Rubel                               | Carlos e Inês                         | 3:12    |  |
| 3.  | "Um Só Lugar"             | Moreno Veloso e Tom Veloso          | Geral                                 | 3:47    |  |
| 4.  | "Nenhum Amor É Proibido"  | João Grillo                         | Clotilde e Almeida / Julinho e Soraia | 3:55    |  |
| 5.  | "Linda Flor (Ai, Ioiô)"   | Fafá de Belém                       | Lola                                  | 3:02    |  |
| 6.  | "Check to Check"          | Lucy Alves                          | Isabel                                | 3:36    |  |
| 7.  | "Boogie Woogie Bugle Boy" | Cluster Sisters                     | Olga e Zeca                           | 2:54    |  |
| 8.  | "Shall We Dance?"         | Daniel Boaventura                   | Geral                                 | 3:16    |  |
| 9.  | "Fruta Boa"               | António Zambujo                     | Lola e Júlio                          | 4:06    |  |
| 10. | "Lua Branca"              | Maria Bethânia                      | Shirley                               | 2:38    |  |
| 11. | "Deusa da Minha Rua"      | Roberto Carlos                      | Lola e Afonso                         | 3:23    |  |

### Volume 2
A primeira trilha sonora trouxe na capa: André Luiz Frambach, Danilo Mesquita, Giullia Buscacio e Nicolas Prattes caracterizados como os irmãos Lemos na segunda fase.
Lista de faixas
| N.º | Título                               | Música                              | Personagem tema    | Duração |  |
| 1.  | "Ta-hí (Pra Você Gostar de Mim)"     | Fernanda Takai                      | Clotilde e Almeida | 3:35    |  |
| 2.  | "Até o Fim"                          | Arnaldo Antunes                     | Julinho e Soraia   | 3:12    |  |
| 3.  | "Não Me Diga Adeus"                  | Tulipa Ruiz                         | Geral              | 3:47    |  |
| 4.  | "Gosto Que Me Enrosco"               | Dudu Nobre                          | Genu e Virgulino   | 3:55    |  |
| 5.  | "Comportamento Geral"                | Ney Matogrosso                      | Alfredo            | 3:02    |  |
| 6.  | "Why Don't You Do It Right"          | Peggy Lee                           | Adelaide           | 3:36    |  |
| 7.  | "Uma Andorinha não Faz Verão"        | Naiara Azevedo                      | Alfredo e Adelaide | 2:54    |  |
| 8.  | "El Manisero"                        | Victor Pozas e Rafael Langoni Smith | Geral              | 3:16    |  |
| 9.  | "Estrada do Sol"                     | Carminho e Marisa Monte             | Isabel e Felício   | 4:06    |  |
| 10. | "Eu Sonhei que Tu Estavas tão Linda" | Tim Bernardes                       | Carlos e Inês      | 2:38    |  |
| 11. | "Deusa da Minha Rua"                 | António Zambujo                     | Lola e Afonso      | 3:23    |  |

Outras canções não incluídas
- "Olhos nos Olhos" - Maria Bethânia (tema de Clotilde)[124]
- "Sabor a Mi" - Monsieur Perine[124]
- "Ou Est Ma Téte?" - Pink Martini[124]
- "Frenesí" - Artie Shaw[124]
- "The Peanut Vendor" - Don Azpiazú[124]

## Recepção

### Audiência
Seu primeiro capítulo registrou 24 pontos, a melhor média de estreia desde Tempo de Amar. O segundo capítulo registrou 23 pontos. Já o sexto capítulo registrou 18 pontos.Em sua primeira semana, acumulou 21 pontos, superando quatro antecessoras, mas ficando atrás apenas de Tempo de Amar, Sol Nascente e Êta Mundo Bom! e aparece empatada com Além do Tempo.
Seu sétimo capítulo, exibido em 7 de outubro, bateu recorde com 26 pontos.Registrou a mesma média em 17 de março de 2020.Em 24 de março de 2020, bate mais um recorde com 27 pontos e picos de 30, maior média nos últimos três anos.No dia 31 de dezembro de 2019, registrou sua menor média com 15 pontos.
O último capítulo registrou 26 pontos, sendo a melhor média dos últimos dois anos, superando a audiência do último capítulo de Orgulho e Paixão, Espelho da Vida e Órfãos da Terra, respectivamente. Teve média geral de 21 pontos, índice considerado satisfatório para a faixa das 18h.

### Prêmios e indicações
| Ano  | Prêmio                 | Categoria                 | Indicado           | Resultado | Ref.            |
| ---- | ---------------------- | ------------------------- | ------------------ | --------- | --------------- |
| 2019 | Troféu APCA            | Melhor Novela             | Ângela Chaves      | Indicado  | [ 137 ]         |
| 2019 | Troféu APCA            | Melhor Diretor            | Carlos Araújo      | Indicado  | [ 137 ]         |
| 2019 | Prêmio F5              | Melhor Ator               | Antonio Calloni    | 4º lugar  | [ 138 ]         |
| 2019 | Prêmio F5              | Melhor Atriz / Ator Mirim | Gabriella Saraivah | Venceu    | [ 138 ]         |
| 2019 | Prêmio F5              | Melhor Atriz / Ator Mirim | Xande Valois       | 4º lugar  | [ 138 ]         |
| 2020 | Prêmio Contigo! Online | Melhor Novela             | Ângela Chaves      | Indicada  | [ 139 ] [ 140 ] |
| 2020 | Prêmio Contigo! Online | Melhor Atriz de Novela    | Glória Pires       | Indicada  | [ 139 ] [ 140 ] |
| 2020 | Prêmio Contigo! Online | Melhor Ator de Novela     | Antônio Calloni    | Indicado  | [ 139 ] [ 140 ] |